# اریش شریور
اریش شریور (انگلیسی: Erich Schriever; ۶ اوت ۱۹۲۴ – ۲۹ آوریل ۲۰۲۰) قایقران روئینگ اهل سوئیس بود.
وی در مسابقات کشوری و بین‌المللی در مجموع برندهٔ ۱ مدال طلا، ۲ مدال نقره شده‌است.